# Вонджу (одежда)
Вонджу́ (дзонг-кэ འོན་འཇུ་, вайли on-'ju, англ. wonju) — блузка с длинными рукавами, носимая женщинами в Бутане, надеваемая под кира. Обычно изготавливается из шёлка, полиэстера или лёгкой хлопковой ткани. Вонджу является частью бутанского национального одеяния, равно как и кира с тего.